# Клода (Свентокшиське воєводство)
Клода (пол. Kłoda) — село в Польщі, у гміні Ритв'яни Сташовського повіту Свентокшиського воєводства.
Населення — 574 особи (2011).
У 1975-1998 роках село належало до Тарнобжезького воєводства.

## Демографія
Демографічна структура на день 31 березня 2011 року:
|          | Загалом | Допрацездатний вік | Працездатний вік | Постпрацездатний вік |
| -------- | ------- | ------------------ | ---------------- | -------------------- |
| Чоловіки | 291     | 61                 | 198              | 32                   |
| Жінки    | 283     | 52                 | 161              | 70                   |
| Разом    | 574     | 113                | 359              | 102                  |